# Moira
Moira, slovenska glasbenica, pesnica, pevka in pisateljica, * 2. avgust 1971, SFRJ.

## Življenje
Prekmurka Mateja Horvat je znana predvsem kot pevka in skladateljica z umetniškim imenom Moira. Svoje glasbeno ustvarjanje je leta 2005 predstavila na zgoščenki z naslovom Ne bodi kot drugi, na kateri je uglasbila in odpela pesmi Ferija Lainščka.

## Nastopi na glasbenih festivalih

### Festival narečnih popevk
- 1990: Müra (Mateja Horvat/Mateja Horvat/Jože Privšek)
- 1992: Radgonski sejem (Dezider Cener/Božo Harb/Edvard Holnthaner)
- 2011: Ne povej (Milan Ostojić/Milan Ostojić/Patrik Greblo) - 2. nagrada za najboljše narečno besedilo, 12. mesto (83 glasov)

### Međimurski festival zabavne glasbe (MEF)
- 2006: Znati -  1. nagrada strokovne komisije za najboljšo interpretacijo

## Diskografija
| Leto | Album             | Skladbe |
| ---- | ----------------- | --- |
| 2005 | Ne bodi kot drugi | - Postaja (Milan Ostojić/Feri Lainšček/Dejan Borovič) - Ne bodi kot drugi (Milan Ostojić/Feri Lainšček/Dejan Borovič) - Ljubezen ne spi (Milan Ostojić/Feri Lainšček/Dejan Borovič) - Okus svobode (Milan Ostojić/Feri Lainšček/Dejan Borovič) - Arabeska ljubezni (Milan Ostojić/Feri Lainšček/Dejan Borovič) - Sled spomina (Milan Ostojić/Feri Lainšček/Dejan Borovič) (duet z Markom Groblerjem) - Kaj pravi veter (Milan Ostojić/Feri Lainšček/Dejan Borovič) - Brezpotje (Milan Ostojić/Feri Lainšček/Dejan Borovič) - Svila (Milan Ostojić/Feri Lainšček/Dejan Borovič) - Bila je taka pesem (Milan Ostojić/Feri Lainšček/Dejan Borovič) |
| 2009 | Svet ljubezni     | |
| 2015 | Moira: 30         | - Pridi, pridi, pridi, fant (Finesse) - Bila sem mlada deklica (Finesse) - Ribič, ribič me je ujel (Šarm) - Müra (Moira) - Ko prilete k nam lastovke (Slovenski muzikantje) - Ne bodi kot drugi (Moira) - Zrejlo je žito (Moira in Anja) - Tišina (Občutek za veter) - Ustaviva čas (Moira) - Žarek sonca (Moira) - Čarna kitara (Moira) - Postaja (Moira) - Vihar (Moira) - Bila je taka pesem (Moira) - Gospod čarodej (Moira) |
| 2021 | Pisma v šatulji   | |